# Hiellen River
Hiellen River är ett vattendrag i Kanada.   Det ligger i provinsen British Columbia, i den sydvästra delen av landet, 4 000 km väster om huvudstaden Ottawa.
I omgivningarna runt Hiellen River växer i huvudsak blandskog. Trakten runt Hiellen River är nära nog obefolkad, med mindre än två invånare per kvadratkilometer.